# My Best Friend's Girl (The Cars)
My Best Friend's Girl è un brano del gruppo rock statunitense The Cars, seconda traccia dell'omonimo album di debutto e secondo singolo estratto dall'album. Si tratta di un brano rock con sonorità new wave e rockabilly. My Best Friend's Girl è cantata dal frontman Ric Ocasek.